# Moeksipril
Moeksipril hidrohlorid je potentan oralno aktivan nesulfhidrilni inhibitor angiotenzin konvertujućeg enzima (ACE), koji se koristi za tretiranje hipertenzije i zatajenja srca. Moeksipril se može administrirati pojedinačno ili zajedno sa drugim antihipertenzivima ili diureticima. On deluje putem inhibicije konverzije angiotenzina I u angiotenzin II. Moeksipril je dostupan pod imenom Univasc.

## Literatura
- Hochadel, Maryanne, ур. (2006). The AARP Guide to Pills. Sterling Publishing Company. стр. 640. ISBN 978-1-4027-1740-6. Архивирано из оригинала 26. 10. 2012. г. Приступљено 9. 10. 2009.
- Dart, Richard C. (2004). Medical toxicology. Lippincott Williams & Wilkins. стр. 647. ISBN 978-0-7817-2845-4. Приступљено 9. 10. 2009.

## Spoljašnje veze
|  | Molimo Vas, obratite pažnju na važno upozorenje u vezi sa temama iz oblasti medicine (zdravlja). |